# Aporrhais pespelecani
Aporrhais pespelecani Linnaeus, 1758,  conosciuto come pie' di pellicano, è un mollusco gasteropode marino della famiglia Aporrhaidae.

## Descrizione

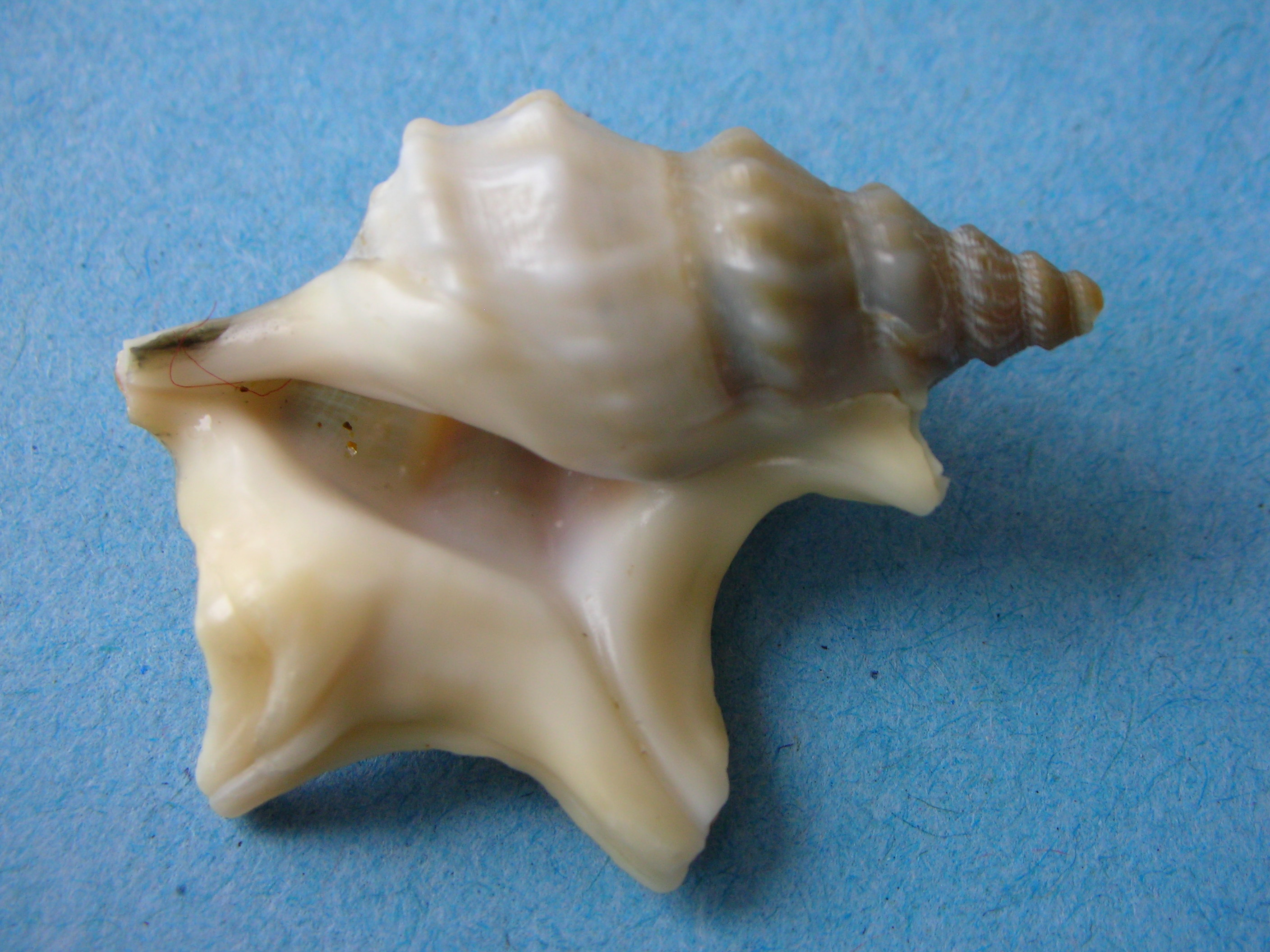

Ha una conchiglia che va dai 3 ai 5 cm dalla caratteristica forma con 4 espansioni a forma di piede palmato.
Gli esemplari giovani invece presentano un labbro dritto e tagliente.
La sua colorazione varia dal bruno chiaro alle tonalità di giallo.

## Distribuzione e habitat
È una specie molto comune nelle acque fredde e temperate del Bacino del Mediterraneo e dell'Atlantico nord-orientale.
Vive nei fondali sabbiosi e fangosi del piano infralitorale.

## Nomi comuni
- (FR)  Aporrhais pied de Pelican
- Garagoj (Fano, Marotta e Senigallia)[3]
- Crucéte, italianizzato in crocette (Ancona)[4]
- Pie' di Pellicani (Veneto ed Emilia-Romagna)[5]

## Usi
Nella costa marchigiana i piedi di pellicano sono frutti di mare molto apprezzati, specialmente a Marotta, Fano (dove vengono chiamati garagòj) e Ancona (dove vengono chiamati crucéte - italianizzato in crocette - in purchéta - it. porchetta), sono preparati in casa o in chioschi specializzati, previa spuntatura e sbecatura delle estremità della conchiglia per far penetrare meglio il condimento). Nel capoluogo marchigiano alla crucéta è stata dedicata la notissima poesia Cume se magna le crucete in porcheta.